# Damias callida
Damias callida är en fjärilsart som beskrevs av Swinhoe 1892. Damias callida ingår i släktet Damias och familjen björnspinnare. Inga underarter finns listade i Catalogue of Life.